# John Henry Kagi
Pour les articles homonymes, voir Kagi.
John Henry Kagi est un abolitionniste américain né le 15 mars 1835 à Bristolville, dans l'Ohio, et mort le 17 octobre 1859 à Harpers Ferry, alors en Virginie. Il est connu pour son engagement aux côtés de John Brown : secrétaire pendant la convention de Chatham réunie autour de ce dernier en mai 1858, il est nommé ministre de la Guerre du gouvernement établi par la constitution provisionnelle rédigée par Brown et qui y est adoptée. Il planifie et participe avec lui au raid contre Harpers Ferry, au cours duquel il est tué.